# Гаджиев, Агиль Джафар Хандан оглы
Агиль Джафар Хандан оглы Гаджиев (азерб. Aqil Cəfər Xəndan oğlu Hacıyev; 10 августа 1947, Шуша — 14 февраля 2019, Баку) — азербайджанский литературовед, писатель.

## Биография
Родился в семье известного литературоведа Джафара Хандана. Окончил Бакинский государственный университет, факультет филологии (1965–1970) и аспирантуру при МГУ (факультет филологии, 1970–1973).
В 1973 году защитил кандидатскую диссертацию на тему «Произведение А. С. Пушкина "Путешествие в Арзрум"» и «Очерки о России 1920-30-х годов».
В 1982 году защитил диссертацию на тему «Восток в русской литературе 20 века» и получил степень доктора филологических наук. 
С 1973 года преподавал в БГУ. С 1981 года - доцент. Профессор (1984). Заведующий кафедрой классической русской литературы Бакинского государственного университета.
Член Союза писателей Азербайджана (с 1987 года).
За цикл работ по тюркскому фольклору избран Почетным членом Фольклорного общества Турции (Анкара, 1993). За исследования в области русско-кавказских литературных взаимоотношений избран действительным членом Международной Академии социально-экономических наук (Тбилиси, 2003). За работы по проблемам истории русской литературы избран членом-корреспондентом Петровской Академии наук и искусств (Санкт Петербург, 2003).

## Произведения
- «Кавказ в русской литературе первой половины 19 века» (1982, Баку)
- «История развития русских очерков» (1984, Баку)
- «Этапы литературного сотрудничества» (1986, Баку)
- «Вокруг Пушкина» (1989, Баку)
- «А. А . Бестужев-Марлинский» (Баку, 1992)
- «П. А. Катенин» (1999, Баку)
- «Тема Кавказа в русской литературе» (Бишкек, 2008)
- «Страницы азербайджанской литературы» (Баку, 2010)
- «От поэзии к прозе Поэтические основы прозы Мир Джалала» (Баку, 2011)
- «Восток в русской литературе» (учебник) (в соавторстве) (Баку, 2011)
- «Страницы русской литературы» (Баку, 2012)
- «Страницы мировой литературы» (Баку, 2014)
- «Русская литература первой половины 19 века» (учебник) (Баку, 2015)
- «А. Ф. Вельтман» (Баку, 2016)

Автор более 350 научных статей.

## Награды
- «Орден Слава» (2009) — за заслуги в области развития образования и науки в Азербайджане[1]